# 染野檀
染野 檀（そめの まゆみ、1920年2月25日 - 1994年11月12日）は、日本の金属工学者。東京工業大学名誉教授。元鶴岡工業高等専門学校校長。元東京工業大学工学部附属工業高等学校校長。

## 人物・経歴
大分県中津市出身。1944年東京工業大学金属工学科卒業、同助手。1960年工学博士。東京工業大学助教授を経て、1966年東京工業大学教授。1969年鉄鋼，非鉄金属および合金とガスの反応に関する研究により日本鉄鋼協会渡辺義介記念賞受賞。1977年東京工業大学工学部附属工業高等学校校長。1980年長岡技術科学大学教授、東京工業大学名誉教授。同年酸素濃淡電池の高温不均一反応の速度論的研究により日本鉄鋼協俵論文賞受賞。1982年第4代鶴岡工業高等専門学校校長。1985年日本鉄鋼協会野呂賞受賞。1986年退任。1994年従四位。

## 編書
- 染野檀・安盛岩雄『表面分析 : IMA,オージェ電子・光電子分光の応用』講談社 1976年